# Санта-Крус (провинция, Аргентина)
Санта-Крус (исп. Santa Cruz) — провинция в южной части Аргентины, на западе граничит с Чили. На востоке омывается Атлантическим океаном.
С населением 333 473 человек на 2022 год является 22-й из 23-х провинций Аргентины по численности населения; с площадью 243 943 км² занимает  второе среди провинций Аргентины место по площади (после провинции Буэнос-Айрес); с плотностью населения 1,38 чел/км² занимает последнее место по плотности населения.

## География и климат

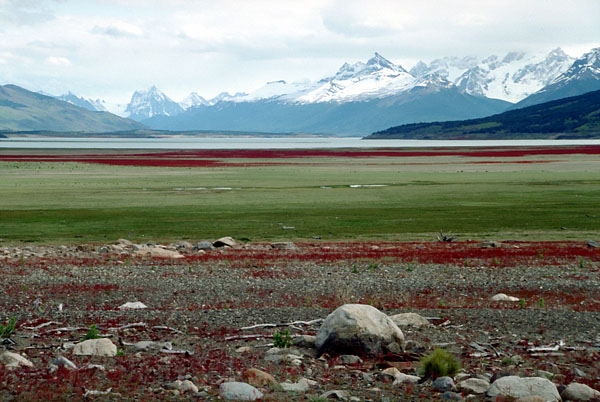
Типичный ландшафт Патагонии.

Провинция целиком расположена на Патагонском плоскогорье. Климат холодный, средние температуры летом около 13 °C, зимой морозы могут доходить до −25 °C. На западе располагается много озёр, крупнейшим из которых является Буэнос-Айрес.

## История
Территория нынешней провинции Санта-Крус была обитаема как минимум 11 000 лет назад, о чём свидетельствуют находки на стоянках Лос-Тольдос и Пьедра-Музео.
В доколумбовскую эпоху территория провинция была заселена коренным населением — индейцами. Первыми европейцами, прибывшими к берегам провинции, были испанские моряки во главе с Фернандо Магелланом, которые в марте 1520 года пришвартовались для зимовки в бухте Сан-Хулиан и находились там до августа того же года. 26 августа того же года Магеллан достиг устья реки, которую назвал Санта-Крус, и пробыл там около шести недель, прежде чем отправиться на поиски пролива, соединяющего Атлантический и Тихий океаны.
Хуан Себастьян Элькано, второй глава экспедиции Гарсии Хофре до Лоайсы, высадился в устье реки Санта-Крус в конце декабря 1525 года.
В 1535 году Симон де Алькасаба и Сотомайор достиг реки Гальегос. По причине атак британских пиратов и прохода Фрэнсиса Дрейка через Магелланов пролив в 1578 году испанской короной для нанесения пролива на карту и его укрепления был отправлен Педро Сармьенто де Гамбоа; в 1581-1585 годах он основал там несколько колоний, которые вскоре были заброшены. 
В декабре 1586 года Томас Кэвендиш вошёл со своими кораблями Desire, Hugh Gallant и Content в устье реки Десеадо, где пробыл 10 дней, и назвал эту местность «Port Desire». В 1592 году он вернулся сюда с 5 кораблями, 2 из которых не смогли пройти через Магелланов пролив.
В 1670 году Джон Нарборо посетил Port Desire и объявил эти земли британским владением.
При создании вице-королевства Рио-де-ла-Плата в него была включена вся Патагония восточнее Анд. Целями создания вице-королевства являлись усиления контроля над этими территориями и их защита от английской экспансии.
В 1780 году Антонио де Вьедма основал в районе нынешнего города Пуэрто-Сан-Хулиан форт Флоридабланка, который был покинут в 1784 году; тот же Вьедма поднялся вверх  по реке Санта-Крус и обнаружил озеро, которое ныне носит его имя.
В 1833-1834 году бухты Десеадо и Сан-Хулиан посетил Чарльз Дарвин в ходе своего кругосветного путешествия.
В 1859-1864 года Луис Пьедрабуэна основал населённые пункты на острове Павон и в эстуарии реки Санта-Крус.
Законом №954 от 11 октября 1878 года было создано губернаторство Патагония, в которое вошла и территория нынешней провинции Санта-Крус; 1 декабря того же года аргентинская военная экспедиция под командованием Луиса Пи занимает устье реки Санта-Крус и поднимает там аргентинский флаг.
23 июля 1881 года был подписан договор о границе между Чили и Аргентиной, закрепивший Восточную Патагонию за Аргентиной. 
Законом №1532 от 16 октября 1884 года губернаторство Патагония было упразднено, а на его месте образованы 5 национальных территорий, в том числе и Санта-Крус. 
31 мая 1944 года территория провинции севернее рек Пинтурас и Рио-Десеадо была передана военному губернаторству Комодоро-Ривадавия; законом №14408 от 15 июня 1955 года оно было ликвидировано, все территории, переданные военному губернаторству, возвращены, а национальная территория Санта-Крус получила статус провинции.

## Административное деление

Административное деление провинции Санта-Крус.

Провинция поделена на 7 департаментов.
| № | Наименование      | Оригинальное наименование | Население, тыс. жит. (2001 г.) | Население, тыс. жит. (2010 г.) | Территория, км² | Плотность, чел./км² | Административный центр |
| 1 | Гуэр-Айке         | Guer Aike                 | 92,9                           | 113,3                          | 33841           | 3,3                 | Рио-Гальегос           |
| 2 | Десеадо           | Deseado                   | 73,0                           | 107,6                          | 63784           | 1,7                 | Пуэрто-Десеадо         |
| 3 | Корпен-Айке       | Corpen Aike               | 7,9                            | 11,1                           | 26350           | 0,4                 | Пуэрто-Санта-Крус      |
| 4 | Лаго-Архентино    | Lago Argentino            | 7,5                            | 18,9                           | 37292           | 0,5                 | Эль-Калафате           |
| 5 | Лаго-Буэнос-Айрес | Lago Buenos Aires         | 6,2                            | 8,8                            | 28609           | 0,3                 | Перито-Морено          |
| 6 | Магальянес        | Magallanes                | 6,5                            | 9,2                            | 19805           | 0,5                 | Пуэрто-Сан-Хулиан      |
| 7 | Рио-Чико          | Rio Chico                 | 2,9                            | 5,2                            | 34262           | 0,2                 | Гобернадор-Грегорес    |

## Население
| 1895     | 1914  | 1947    | 1960    | 1970    | 1980     | 1991     | 2001     | 2010     |
| -------- | ----- | ------- | ------- | ------- | -------- | -------- | -------- | -------- |
| 1058     | ↗9948 | ↗42 880 | ↗52 908 | ↗86 690 | ↗114 941 | ↗159 839 | ↗196 568 | ↗273 964 |
| 2022     |       |         |         |         |          |          |          |          |
| ↗337 226 |       |         |         |         |          |          |          |          |

В 1914 г. лишь 32,6% населения национальной территории Санта-Крус были гражданами Аргентины, остальные 67,4% населения были гражданами (подданными) других стран: Испании (27,0%), Чили (12,7%), Великобритании (7,9%), Италии (3,6%), Австро-Венгрии (3,3%), Германии (2,9%), Уругвая (2,0%), Российской империи (1,7%) и других стран.
В XIX — начале XX веков провинцию заселяли выходцы из Шотландии, Швейцарии, Хорватии, Чили и других стран. В XXI веке население растёт за счёт переселенцев из северных провинций и крупных городов Аргентины. 
Крупнейшие населённые пункты (2014): Рио-Гальегос (106 920 чел.), Калета-Оливия (66 904 чел.), Эль-Калафате (23 565 чел.), Пико-Трункадо (23 205 чел.), Лас-Эрас (21 995 чел.), Пуэрто-Десеадо (13 921 чел.), Пуэрто-Сан-Хулиан (9 863 чел.), Гобернадор-Грегорес (8 920 чел.), Вейнтиочо-де-Новембре (6 643 чел.), Рио-Турбио (6 279 чел.).

## Экономика
В северной части провинции — добыча нефти и газа, на юге найдены месторождения угля. Население в основном занимается сельским хозяйством, главным образом разведением овец. Активными темпами развивается туризм.